# سهمگین‌دد

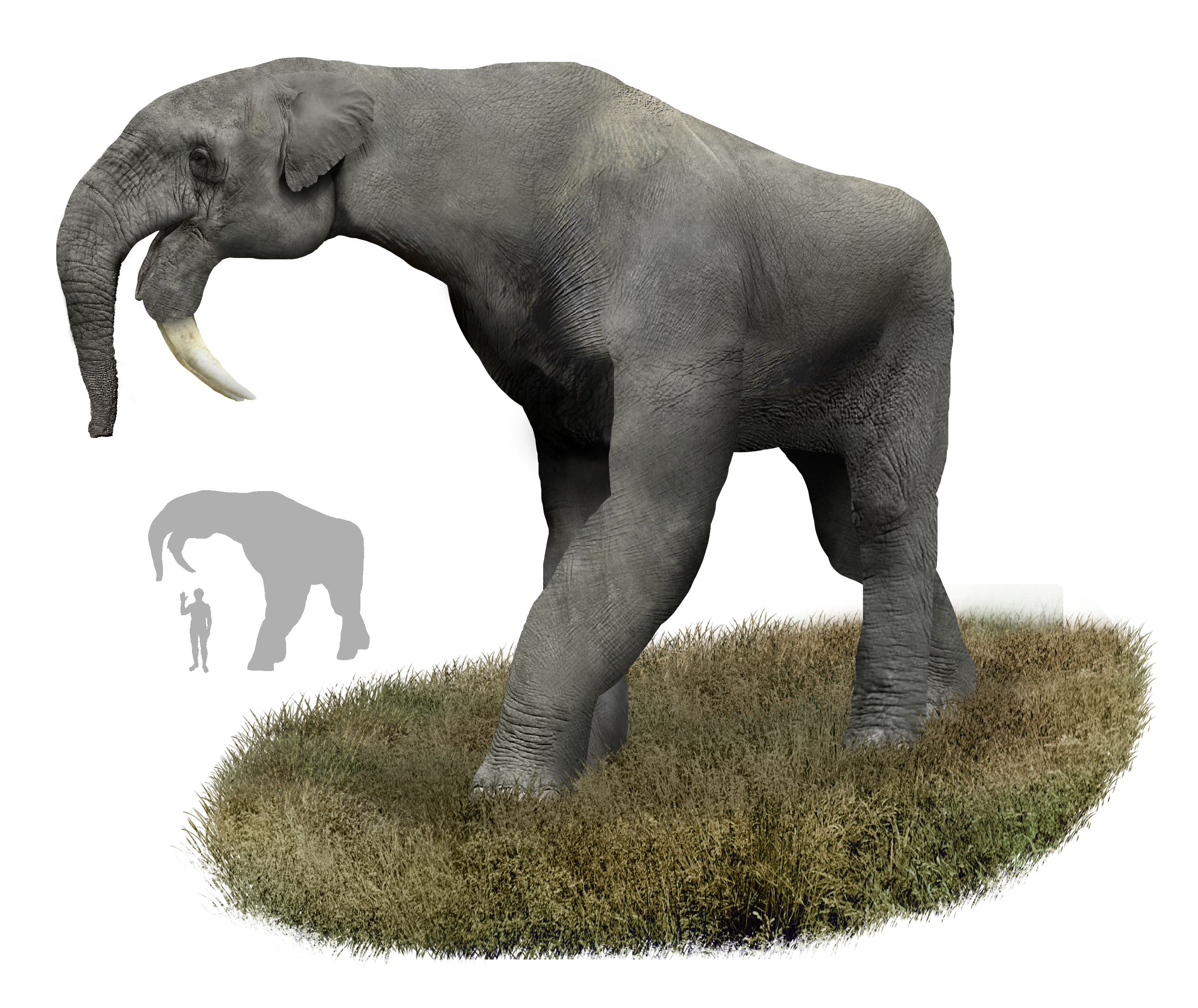
تصور هنرمند از سهمگین‌دد

سهمگین‌دد (نام علمی: Deinotherium) نام یک سرده از تیره سهمگین‌ددان است. دانشمندانی که سهمگین‌دد را کشف کردند آن را چنین نامیدند، چون از اندازهٔ عظیم، ظاهر عجیب و عاج‌های غیرعادی این جانور بهت‌زده شده بودند.
سهمگین‌دد، با عاج‌هایی که از جلوی آروارهٔ پایین به سمت پایین و عقب خمیده بودند، خویشاوند پستانک‌دندانان بود. کارکرد این عاج‌ها هنوز موضوع مناقشه است، اما این جانور احتمالاً از آن‌ها برای گرفتن شاخه‌ها و پایین کشیدن آن‌ها و دسترسی آسان‌تر به برگ‌هایشان استفاده می‌کرده‌است. جمجمهٔ عظیم سهمگین‌دد تقریباً ۱ متر طول داشت. تورفتگی زیاد استخوان‌های خیشومی جمجمه‌اش نشان می‌دهند که عاج این جانور در مقایسه با عاج فیل‌های امروزی پهن‌تر و کوتاه‌تر بود. سهمگین‌دد کمی بزرگ‌تر از فیل‌های آفریقایی امروزی بود و وزنش به حدود ۱۴ تن می‌رسید، یعنی سومین پستاندار خشکی‌زی بزرگ تاریخ زمین بود.